# 1963

## Події
- 15 серпня — у Шотландії відбулася остання смертна кара
- 14 листопада — потужний підводний вулканічний вибух утворює острів Суртсей, 33 км на південь від узбережжя Ісландії. Лава і чорні колони диму виходять з поверхні океану. Територія новоутвореного вулканічного острова — 1.7 км².
- 16 вересня — Сингапур приєднується до нової федерації Малайзії.
- Розпочалось видання Червоного списку МСОП
- У Сирії до влади прийшли баасисти — члени Партії арабського соціалістичного відродження «Баас».

## Вигадані події
- Події книги 11/22/63.
- Події серіалу 11.22.63.

## Наука
- Дивний атрактор Лоренца.

## Народились
див. також Категорія:Народились 1963
- 2 січня — Олександр Вільчинський, український письменник
- 14 січня — Анна Владленівна Самохіна, російська кіноакторка
- 26 січня — Джейзі Б (Бересфорд Ромео), американський співак
- 4 лютого — Кевін Вассерман, англійський рок-музикант, співак (The Offspring)
- 10 лютого — Сергій Пєнкін, російський естрадний співак
- 17 лютого — Майкл Джордан, американський баскетболіст
- 19 лютого — Сілгенрі Семюел, американський співак і композитор
- 21 лютого — Вільям Болдвін, американський актор
- 4 березня — Джейсон Ньюстед, американський рок-музикант, бас-гітарист гурту Metallica
- 11 березня  — Валентина Плавун, українська живописиця та художниця театру.
- 15 березня — Брет Мікаелс, американський рок-співак (Poison)
- 18 березня — Ванесса Вільямс, американська співачка, модель, акторка.
- 23 березня — Олексій Богданович, український актор театру і кіно.
- 27 березня — Квентін Тарантіно, американський актор, сценарист, режисер
- 27 березня — Щербаков Михайло Костянтинович, російський поет, автор і виконавець пісень
- 30 березня — Олексій Михайличенко, український футболіст, тренер
- 8 квітня — Джуліан Леннон, англійський співак
- 13 квітня — Гаррі Каспаров, російський шахіст
- 24 квітня — Біллі Гулд, англійський рок-музикант (Faith No More)
- 5 травня — Скотт Вестерфельд, письменник, композитор, розробник програмного забезпечення.
- 11 травня — Наташа Річардсон, британська акторка та продюсерка.
- 19 травня — Гайнц Вайксельбраун, австрійський актор та режисер
- 20 травня — Нешер Неш, гітарист
- 30 травня — Гелен Шарман, перша жінка-космонавтка Великої Британії
- 1 червня — Алан Вайлдер, англійський рок-музикант клавішник, співак Depeche Mode
- 9 червня — Джонні Депп, актор
- 11 червня — Олександр Дацюк, український музикант, композитор-пісняр, Заслужений артист України, лідер гурту «Лесик Band».
- 13 червня — Валентина Степова, українська оперна співачка.
- 15 червня — Гелен Гант, американська акторка та режисерка.
- 18 червня — Діззі Рід, клавішник рок-гурту Guns'n'Roses
- 19 червня — Пола Абдул, американська співачка, танцюристка, хореографка, акторка та телеперсона.
- 25 червня — Джордж Майкл, англійський поп-співак
- 30 червня — Інгві Мальмстін, шведський гітарист-віртуоз
- 1 липня — Родді Боттум, клавішник гурту Faith No More
- 12 липня — Стелла Захарова, українська гімнастка, олімпійська чемпіонка зі спортивної гімнастики в командному заліку.
- 14 липня — Летсіє III, король Лесото (з 1996 р.)
- 15 липня — Бріджит Нільсен, данська модель та акторка
- 17 липня — Сречко Катанець, словенський футболіст, тренер
- 18 липня — Марк Жирарделлі, люксембурзький гірськолижник
- 30 липня — Ліза Кудров, американська акторка
- 3 серпня — Джеймс Хетфілд, американський музикант, співак (Metallica)
- 9 серпня — Вітні Г'юстон, американська співачка, авторка пісень, акторка та модель.
- 21 серпня - Мохаммед VI, король Марокко з 1999 року.
- 11 вересня — Геннадій Литовченко, футболіст, тренер
- 16 вересня — Річард Маркс, американський співак, композитор
- 19 вересня — Дейвід Сімен, англійський футболіст
- 20 вересня — Андрій Державін, російський поп-співак, клавішник гурту «Машина времени».
- 6 жовтня — Елізабет Шу, американська кіноакторка
- 14 жовтня — Валентин Юдашкін, російський модельєр
- 22 жовтня — Валерія Голіно, італійська акторка, сценаристка, режисерка та продюсерка.
- 28 жовтня — Ерос Рамацотті, італійський поп-співак
- 31 жовтня - Роб Шнайдер, американський комедійний актор.
- 5 листопада — Жан-П'єр Папен, французький футболіст
- 18 листопада — Петер Болеслав Шмейхель, данський футболіст
- 20 листопада — Михайло Дідик, український оперний співак
- 4 грудня — Сергій Назарович Бубка, видатний український спортсмен
- 16 грудня — Ларс Ульріх, данський рок-музикант, ударник гурту Metallica
- 16 грудня — Бенджамін Бретт, американський кіноактор
- 18 грудня — Бред Пітт, американський актор

## Померли
Див. також Категорія:Померли 1963
- 22 листопада — внаслідок замаху загинув Джон Фіцджеральд Кеннеді, 35. президент США.

## Нобелівська премія
- з фізики: Юджин Пол Вігнер — «За внесок у теорію атомного ядра й елементарних часток, особливо за допомогою відкриття додатка фундаментальних принципів симетрії»; Марія Гепперт-Маєр та Ганс Єнсен — «За відкриття, що стосуються оболонкової структури ядра»
- з хімії: Карл Ціглер та Джуліо Натта — «За відкриття у галузі хімії та технології високомолекулярних полімерів»
- з медицини та фізіології: Джон Еклс, Алан Ходжкін та Ендрю Філдінг Хакслі — За відкриття, що стосуються іонних механізмів збудження і гальмування у периферійних і центральних ділянках мембрани нервових клітин
- з літератури: Гіоргос Сеферіс
- премія миру: Міжнародний комітет Червоного Хреста — «В соті роковини свого існування»; Ліга суспільств Червоного Хреста — «В ознаменування 100-річчя існування МЧХ»